# Jesus, Take the Wheel
«Jesus, Take the Wheel» (с англ. — «Господи, возьми руль в свои руки») — песня американской кантри-певицы Кэрри Андервуд, вышедшая в октябре 2005 года в качестве первого сингла с её дебютного студийного альбома Some Hearts (2005). Авторами песни выступили Бретт Джеймс, Хиллари Линдси и Горди Сэмпсон.
Песня получила множество номинаций и наград, включая Грэмми, CMT Music Awards и награду Академии кантри-музыки ACM Awards в престижной категории «Лучший сингл года» (Single of the Year).

## Композиция
«Jesus, Take the Wheel» — христианская песня в стиле кантри, которая длится три минуты сорок шесть секунд. Песня написана в тональности ля мажор и имеет размер 4/4 общего времени с умеренно медленным темпом 76 ударов в минуту. Вокальный диапазон Андервуд составляет более двух октав от F♯3 до G5.
Песня была написана в доме соавтора Хиллари Линдси и сосредоточена вокруг предпосылки о том, что происходит, «когда Иисус берёт руль в свои руки», — фразу, которую Горди Сэмпсон привёл во время сочинения в качестве возможного названия. Бретт Джеймс, вспоминая, рассказывал, что они вначале с Хиллари засмеялись. Они немного поговорили об этом, а затем подобрали пять или шесть других названий песен, чтобы написать что-нибудь ещё. Но не смогли придумать ничего другого и вернулись к идее Горди.
В лирическом плане песня рассказывает историю женщины, которая выживает в автокатастрофе, по-видимому, как часть чуда божественного вмешательства. Девушка в канун Рождества ехала с младенцем на заднем сиденье своей машины. Она ехала к родителям, у неё был тяжёлый год. Вскоре машину занесло на скользкой дороге и она потеряла управление. После этого она взмолилась: «Господи, возьми руль в свои руки, возьми его из моих рук, дай мне ещё один шанс». Машина в итоге остановилась, девушка взглянула на заднее сиденье и заплакала, когда увидела, что её ребёнок спокойно «спал как скала». Личные истории из прошлого соавторов повлияли на детали текста композиции. Жена Бретта Джеймса попала в автокатастрофу и чудом выжила. После выхода песни некоторые критики поставили под сомнение коммерческую ценность карьеры Андервуд, начавшейся с откровенно религиозной песни.

## Отзывы
В обзоре дебютного альбома Some Hearts Стивен Томас Эрлевайн из AllMusic похвалил Андервуд за исполнение песни, написав, что она «звучит одинаково убедительно и в таких сентиментальных песнях, как „Jesus, Take the Wheel“, и в парящей поп-музыке трека „Some Hearts“». В 2013 году Мэтт Бьорке из RoughStock оценил «Jesus, Take the Wheel» как десятую лучшую песню в карьере Андервуда на тот момент, написав, что эта песня «демонстрирует силу её голоса через сложные вокальные партии и нежное чтение куплетов». В аналогичном рейтинге в 2017 году Чак Дофин из журнала Billboard определил эту песню как четвёртую лучшую песню Андервуд на сегодняшний день. Rolling Stone поставил эту песню на восьмое место среди лучших песен Андервуд, основываясь на опросе читателей в 2015 году, и написал, что «то, как вокал Андервуд буквально взлетел в стратосферу во время финального припева трека, то же самое сделала и её карьера».
Песня заняла 4-е место в списке 40 лучших кантри-песен десятилетия 2000—2010 годов (CMT’s 40 Greatest Songs of the Decade 2000—2010) и 24-е место в Списке лучших кантри-песен начала века журнала Taste of Country (Top Country Songs of the Century, 2016). Это был её первый большой хит на кантри-радио.

## Коммерческий успех
Песня дебютировала на позиции № 39 в кантри-чарте Billboard Hot Country Songs, став позднее в январе 2006 году хитом на позиции № 1 и продержавшись там на вершине 6 недель подряд. Песня стала кроссовер-хитом в разных чартах, в том числе № 20 в мультижанровом хит-параде Billboard Hot 100 с тиражом 2,473,000 цифровых загрузок.
В августе 2008 года сингл «Jesus, Take the Wheel» получил платиновую сертификацию, а певица стала первой кантри-исполнительницей, имеющей две песни-рингтона со статусом Platinum Mastertone. В феврале 2011 года «Jesus, Take the Wheel» был сертифицирован в 3-кр. платиновом статусе RIAA.

## Концертное исполнение
Андервуд впервые исполнила песню «Jesus, Take the Wheel» на церемонии награждения Country Music Association Awards 2005 года. 23 мая 2006 года она снова спела её на 41-й ежегодной церемонии Academy of Country Music Awards, где Андервуд получила награду в категории Single of the Year Award за эту песню. Billboard описал это выступление как «захватывающее».

## Музыкальное видео
Музыкальное видео для песни «Jesus, Take the Wheel» было снято режиссёром Романом Уайтом.
Видеоклип был номинирован в категории Music Video of the Year на церемонии 2006 года Country Music Association Awards, а также вошёл в список 100 лучших кантри-видео (№ 64 в списке CMT’s 100 Greatest Videos).

## Награды и номинации
Источники:.
| Год  | Ассоциация                    | Категория                                  | Результат |
| ---- | ----------------------------- | ------------------------------------------ | --------- |
| 2006 | Academy of Country Music      | Сингл года                                 | Победа    |
| 2006 | Academy of Country Music      | Песня года                                 | Номинация |
| 2006 | Country Music Association     | Видео года                                 | Номинация |
| 2006 | Country Music Association     | Сингл года                                 | Номинация |
| 2006 | Canadian Country Music Awards | Песня года (SOCAN)                         | Победа    |
| 2006 | CMT Music Awards              | Женское видео года                         | Победа    |
| 2006 | CMT Music Awards              | Лучшее новое видео года                    | Победа    |
| 2006 | Gospel Music Association      | Кантри-песня года                          | Победа    |
| 2007 | Grammy Awards                 | Лучшее женское кантри-исполнение с вокалом | Победа    |
| 2007 | Grammy Awards                 | Песня года                                 | Номинация |
| 2007 | Grammy Awards                 | Лучшая кантри-песня                        | Победа    |

## Чарты

### Еженедельные чарты
| Чарт (2005—2006)                         | Высшая позиция |
| ---------------------------------------- | -------------- |
| Канада (Country Top 30, Radio & Records) | 1              |
| США (Billboard Hot 100)                  | 20             |
| США (Billboard Adult Contemporary)       | 23             |
| США (Billboard Hot Christian Songs)      | 4              |
| США (Billboard Hot Country Songs)        | 1              |

### Итоговые годовые чарты
| Чарт (2006)                      | Позиция |
| -------------------------------- | ------- |
| США (Billboard Hot 100)          | 78      |
| США (Christian Songs, Billboard) | 11      |
| США (Country Songs, Billboard)   | 5       |

## Сертификации
| Регион | Сертификация  | Продажи    |
| --- | ------------- | ---------- |
| Канада (Music Canada) | Золотой       | 5000^      |
| США (RIAA) | 2× Платиновый | 2,473,000  |
| США (RIAA) · Mastertone                                                                                                  | Платиновый    | 1 000 000* |
| * Данные о продажах приведены только на основе сертификации. ^ Данные о тиражах приведены только на основе сертификации. |               |            |